# Herbert Brück
Herbert Brück (Bécs, 1900. január 13. – Kihei, 1974. április 9.) kétszeres Európa-bajnok osztrák, világbajnoki bronzérmes jégkorongozó, olimpikon.
Először az Osztrák férfi jégkorong-válogatottban az 1927-es jégkorong-Európa-bajnokságon szerepelt, amit Bécsben rendeztek meg és megnyerték.
Az 1928. évi téli olimpiai játékokon a jégkorongtornán is játszott. Az osztrák csapat a C csoportba került. Az első mérkőzésen a svájciakkal 4–4-es döntetlent játszottak, majd a németekkel 0–0-s döntetlen lett a végeredmény. A csoportban csak három válogatott volt. Az osztrákok a másodikak lettek és nem jutottak tovább. Összesítésben az 5. lettek. Brück nem ütött gólt.
Az 1931-es jégkorong-világbajnokságon bronzérmes lett és újra Európa-bajnok.
Klubcsapata a berlini Berliner Schlittschuhclub és a bécsi WEV voltak. Gyeplapbda játékos is volt.
Testvére, Walter Brück vele együtt lett Európa-bajnok és olimpikon.